# Espeon
Espeon is de evolutie van Eevee uit de tweede generatie van Pokémon. Eevee evolueert in Espeon wanneer hij maximale blijheid heeft gehaald, en een niveau omhoog gaat wanneer het dag is (of als hij een 'sun shard' vast heeft). 
Wanneer Eevee evolueert tijdens de nacht, evolueert deze in Umbreon. Espeon is een Psychic type en is de starter-Pokémon in Pokémon Colosseum.

## Uiterlijk
Espeon lijkt op een kat, met een lavendelkleurige vacht, grote oren en een rood diamantje op zijn voorhoofd. Hij heeft dunne pootjes met mini voetjes en een staart dat in twee delen verdeeld is.

## Ruilkaartenspel
Er bestaan acht standaard Espeon kaarten, één Dark Espeon, één Sabrina's Espeon (enkel in Japan), één Will's Espeon (enkel in Japan), één Annie's Espeon (enkel in Japan), één Espeon ex, één Espeon ☆ en één Espeon 4-kaart. Deze hebben allemaal het type Psychic als element. Verder bestaat er nog één Espeon δ-kaart met de types Psychic en Metal.

### Sabrina's Espeon
Sabrina's Espeon (Japans: ナツメのエーフィ Natsume's Eifie) is een Psychic-type Basis Pokémonkaart. Het maakt deel uit van de Pokémon VS expansie. Hij heeft een HP van 60 en kent de aanvallen Sun Flash en Psywave. Psywave is een aanval in de Pokémonspellen, maar Espeon kan die daar niet leren, en Sun Flash kan gebaseerd zijn op Flash, een aanval die Espeon via TM70 kan leren. In Pokémon Gold, Silver en Crystal heeft Gymleider Sabrina een Espeon. Deze kaart is enkel in Japan uitgebracht.